# برلیانس بی‌اس۴
برلیانس بی‌اس۴ (Brilliance BS4) خودرویی است که از سال ۲۰۰۷ تا کنون در شن‌یانگ در چین و مصر تولید می‌شود. طول آن در حالت طبیعی ۴٬۶۵۰ میلیمتر (۱۸۳٫۱ اینچ) است.